# Cedros (Horta)
Cedros is een plaats (freguesia) in de Portugese gemeente Horta en telt 1048 inwoners (2001).